# Форд, Рут
Рут Форд (англ. Ruth Ford, 7 июля 1911 — 12 августа 2009) — американская актриса, а также модель и сценарист.

## Биография
Рут родилась 7 июля 1911 года в Брукхейвене, Миссисипи. В дальнейшем она перебралась в штат Теннесси, где её родители были управляющими отеля в городке Кларксвилл. Актёрскую карьеру она начала в театре Орсона Уэллса «Меркури». У Рут и Орсона сложились добрые отношения, и в 1943 году она заявила в одной из местных газет, что Уэллс стал крёстным её двухлетней дочери Шейлы. Орсон также помог ей перебраться в Голливуд, где Рут подписала контракты с «Columbia Pictures» и студией «Warner Bros.» Там же началась и карьера Рут в качестве модели. Она позировала для журналов «Town and Country», «Mademoiselle», а также для парижских и лондонских изданий «Vogue» и «Harpers».
В 1940-х годах она вышла замуж за актёра Питера Ван Эйка, но брак не был успешным и вскоре распался. В 1952 году Рут вышла замуж за актёра Захари Скотта и они были вместе до его смерти в 1965 году. Дружила с Уильямом Фолкнером, с которым познакомилась ещё в колледже.
Рут Форд скончалась 12 августа 2009 года в возрасте 98 лет в своём доме в Нью-Йорке.
Младший брат — поэт, прозаик, издатель Чарлз Генри Форд (1913—2002), был любовником Павла Челищева.

## Избранная фильмография
- Секреты Одинокого волка (1941) — Элен де Леон
- Так хочет леди (1942) — Миртл
- Ключи от царства небесного (1944) — Сестра Клотильд
- Вильсон (1944) — Маргарет Уилсон
- Женщина, которая вернулась (1945) — Рут Гибсон
- Странное воплощение (1946) — Джейн Караски
- Играй как по писаному (1972) — Карлотта
- Слишком страшно, чтобы кричать (1985) — Ирма

### Сценарии
- Убежище (1961)